# Villa Ridge
Villa Ridge – jednostka osadnicza w Stanach Zjednoczonych, w stanie Missouri, w hrabstwie Franklin.